# Laccadiven
De Laccadiven, officieel Lakshadweep (Malayalam: ലക്ഷദ്വീപ്) genoemd, is een eilandengroep die een unieterritorium van India vormt. Het ligt in het zuidoosten van de Arabische Zee en ten noordwesten van de Laccadivenzee. Het bestaat uit 36 koraaleilanden met een oppervlakte van 32 km². Ze liggen tussen 200 tot 300 km uit de kust van Kerala.
De belangrijkste eilanden zijn Kavaratti (ook de hoofdstad van de Laccadiven), Agatti, Minicoy en Amini. De totale bevolking van de tien bewoonde eilanden is 64.473 volgens de volkstelling in 2011. Agatti heeft een luchthaven.
De mensen van de eilanden spreken een dialect van het Malayalam en zijn bijna allemaal moslims. De officiële taal op de Laccadiven is ook het Malayalam. Het is een volksovertuiging dat zij nakomelingen zijn van handelaren die tijdens een bijzonder zwaar onweer op het eiland zijn aangespoeld.

## Naam
De naam Lakshadweep betekent letterlijk honderdduizend eilanden (laksha = honderdduizend, dweep = eiland). Tot 1973 heette de eilandengroep Laccadive, Minicoy, and Amindivi Islands (vergelijkbaar met de Maldiven) officieel de Laccadiven (Sanskriet: Maladweepa). De Nederlandse Taalunie blijft de voorkeur geven aan Laccadiven als Nederlandse naam.